# OGLE-LMC-CEP0227
OGLE-LMC-CEP0227은 대마젤란 은하의 세페이드 변광성이다.

## 같이 보기
- 대마젤란 은하
- 세페이드 변광성
- 변광성